# Pamelaescincus gardineri
Pamelaescincus gardineri is een hagedis uit de familie skinken (Scincidae).

## Naam en indeling
De wetenschappelijke naam van de soort werd voor het eerst voorgesteld door George Albert Boulenger in 1909. Oorspronkelijk werd de naam Scelotes gardineri gebruikt. De soortaanduiding gardineri is een eerbetoon aan de Noord-Ierse zoöloog en oceanograaf John Stanley Gardiner (1872 - 1946). Later werd de soort onder de geslachtsnaam Amphiglossus beschreven.
De wetenschappelijke geslachtsnaam Pamelaescincus werd in 1970 voor het eerst voorgesteld door Allen Eddy Greer. Hij noemde de skink naar zijn oudste zus Pamela. De naam van zijn jongste zus Janet werd overigens ook vereeuwigd in een geslachtsnaam; Janetaescincus. Opmerkelijk is dat beide geslachten taxonomisch als zustergroepen worden gezien.
Pamelaescincus gardineri is de enige soort uit het monotypische geslacht Pamelaescincus.

## Uiterlijke kenmerken
Pamelaescincus gardineri heeft een bruine lichaamskleur en een lichtere onderzijde. Op het midden van het lichaam zijn 30 tot 34 schubbenrijen in de lengte aanwezig. Dit aantal is veel hoger dan veel verwante skinken, die hier 22 tot 24 rijen bezitten. De soort heeft goed ontwikkelde poten, de voorpoten dragen vijf vingers en de achterpoten hebben vijf tenen, veel andere skinken op de Seychellen hebben slechts vier vingers.

## Verspreiding en habitat
De soort komt endemisch voor op de Seychellen, een eilandengroep ten noorden van het Afrikaanse eiland Madagaskar. Hier is de hagedis gevonden op de eilanden Aride, Cousin, Cousine, Curieuse, La Digue, Mahé, Praslin en Silhouette. De skink wordt daarnaast ook vermeld van de eilanden Frégate en Grande Sœur.
De habitat bestaat uit primaire bossen op de granietrotsen van de verschillende eilanden. Ook in secundaire bossen is de soort te vinden maar is daar minder talrijk. De skink leeft onder rottende bladeren en onder stenen, het is een typische bodembewoner. De hagedis is aangetroffen van zeeniveau tot op een hoogte van ongeveer 500 meter boven zeeniveau.

## Bedreiging en bescherming
Door de internationale natuurbeschermingsorganisatie IUCN is de beschermingsstatus 'veilig' toegewezen (Least Concern of LC). Een belangrijke bedreiging van de soort op de eilanden Mahé en Praslin zijn door de mens geïntroduceerde dieren zoals de gewone tenrek (Tenrec ecaudatus).
Het areaal beslaat een gebied van ongeveer 2,700 vierkante kilometer waarvan de skink in een geschatte 46 km² ook daadwerkelijk voorkomt. Het aantal exemplaren in het wild wordt geschat op ongeveer 170.000.